# Miguel Manaute Humanes
Miguel Manaute Humanes (Arahal, Sevilla, 1944-Palenciana, 2010) fue un político español, Consejero de Agricultura y Pesca de la Junta de Andalucía, y Alcalde de Arahal.

## Biografía
Manaute tenía el bachiller elemental y era agricultor. Siendo niño se afilió a la Juventud Obrera Cristiana y alrededor de 1975, se afilió al Sindicato de Obreros del Campo y tras abandonar dicha federación, fue promotor de la Unión de Agricultores y Ganaderos de Andalucía (UAGA). 
Entre 1986 a 2010 fue Parlamentario Andaluz por la provincia de Almería.
En 1982, Rafael Escuredo lo nombra consejero de Agricultura de la Junta de Andalucía como independiente, aunque formó parte de las listas del PSOE en las elecciones autonómicas de 1986 por la provincia de Almería. Durante su etapa como consejero se aprobó la Ley de Reforma Agraria, y tuvo que afrentarse a la peste equina que atacó durante años a la ganadería caballar andaluza.
Tras su salida de dicha consejería, abandona la política activa, aunque regresó en 2003 para convertirse en alcalde de Arahal, cargo que ocuparía hasta 2007. En ese lapso de tiempo, dirigió la empresa el Tejar en Córdoba, una de las empresas extractoras de orujo más importante del mundo.

## Fallecimiento
Miguel Manaute Humanes muere el 8 de enero de 2010 a causa de una larga enfermedad.